# Boigny-sur-Bionne

Boigny-sur-Bionne este o comună în departamentul Loiret din centrul Franței. În 1 ianuarie 2022 avea o populație de 2.106 de locuitori.